# Sieweczka andyjska
Sieweczka andyjska (Anarhynchus alticola) – gatunek małego ptaka z podrodziny sieweczek (Charadriinae) w rodzinie sieweczkowatych (Charadriidae). Ptak ten występuje w zachodniej części Ameryki Południowej, według IUCN nie jest zagrożony wyginięciem.

## Zasięg występowania
Sieweczka andyjska występuje w strefie puny w wysokich Andach, od środkowego Peru (Junín) przez północno-wschodnie Chile (do pustyni Atakama) i zachodnią Boliwię do północno-zachodniej Argentyny (Catamarca).

## Taksonomia
Gatunek po raz pierwszy opisali w 1902 roku niemiecki ornitolog Hans von Berlepsch i polski zoolog Jan Sztolcman, nadając mu nazwę Aegialitis alticola. Jako miejsce typowe odłowu holotypu Berlepsch i Sztolcman wskazali Ingapirca, w regionie Junín, w Peru. Holotypem była samica odłowiona przez Jana Kalinowskiego i znajdująca się w zbiorach prywatnego Muzeum Przyrodniczego im. Branickich. Później gatunek umieszczano w rodzaju Charadrius. Analizy filogenetyczne, których wyniki opublikowano w 2022 roku, wsparły przeniesienie większości gatunków (w tym sieweczki andyjskiej) z rodzaju Charadrius do Anarhynchus. Jest to gatunek monotypowy.

### Etymologia
Nazwa rodzajowa:
- Anarhynchus: gr. ανα- ana- „wstecz, w tył”; ῥυγχος rhunkhos „dziób”[8].
- Charadrius: późnołac. charadrius – żółtawy ptak wymieniony w Wulgacie (koniec IV wieku), od gr. χαραδριος kharadrios – nieznany, prosto ubarwiony nocny ptak, który mieszkał w wąwozach i dolinach rzecznych, od χαραδρα kharadra – wąwóz[9].

Epitet gatunkowy: łac. altus – wysoki (tj. wyżyny, góry), od alere – karmić; -cola – mieszkaniec, od colere – zamieszkiwać.

## Morfologia
Długość ciała 16,5–17,5 cm; masa ciała 41–49 g. Inne wymiary dla ptaków z Boliwii i Chile: u samców (n = 10) długość skrzydła 119–123 mm, ogona 53–57 mm, dzioba 15–16 mm; u samic (n = 7) długość skrzydła 115–123 mm, ogona 51–55 mm, dzioba 14,5–16 mm. Czoło, kantarek, skroń i pokrywy uszne białe oprócz czarnego, wąskiego pasa ciągnącego się od oka do piersi, gdzie tworzy większą plamkę; białe czoło od kasztanowatego ciemienia, potylicy i karku odgranicza czarny, wąski pas. Górne części ciała, skrzydła i ogon koloru brązowawego. Szyja, piersi, brzuch i pokrywy podogonowe białe; na piersi znajduje się opaska koloru kasztanowatego. Dziób, oczy i nogi koloru czarnego. U samicy upierzenie może być znacznie bardziej matowe; opaska na piersi może być bardziej szarawa, więcej brązowych plam w czarnych obszarach, brew jest bardziej blada. Dorosłe ptaki poza sezonem lęgowym czasami tracą w upierzeniu kolor czarny i kasztanowy, a plama na piersi jest bardziej mętna. U ptaków młodocianych brakuje koloru czarnego i kasztanowego; na piersi brakuje czarnych plam, a opaska piersiowa jest bardzo słabo wyróżniona. Ptaki z prowincji Catamarca w północnej Argentynie są bardziej blade, a opaska piersiowa jest bardzo słabo widoczna.

## Ekologia

### Siedlisko, zachowanie i pożywienie
Sieweczka andyjska występuje w regionach wysokiego płaskowyżu z dużymi przestrzeniami, preferując tereny, gdzie dominuje twarda glina lub błoto; zamieszkuje częściowo zalane, trawiaste obszary wokół słono- i słodkowodnych jezior. Występuje głównie na wysokości 3000–4500 m n.p.m., ale pojawia się też na wysokości 2400 m, a w Chile nawet na 5000 m. Najprawdopodobniej prowadzi głównie osiadły tryb życia, ale przynajmniej część populacji regularnie pojawia się na wybrzeżu Oceanu Spokojnego, gdzie obserwowane były w Ica i Tacna w południowym Peru i w ekstremalnie północnym Chile, szczególnie w okresie od maja do października. Sieweczka andyjska zachowuje się raczej cicho; najczęściej słyszalnym odgłosem jest krótkie, stanowcze „pit”; kiedy jest pobudzona, odgłosy te wydawane są w szybkich seriach.
Bardzo mało jest informacji na temat nawyków żywnościowych sieweczki andyjskiej, ale z pewnością w skład pokarmu wchodzą małe skorupiaki.

### Lęgi
Okres lęgowy przypada głównie na wrzesień–listopad, rzadziej na styczeń w Argentynie. Gniazdo budowane jest w krótkiej, zmierzwionej trawie. W zniesieniu 2–4 jaja, o kolorze piaszczysto brązowym, z subtelnie zaznaczonymi fioletowymi i czarnymi plamami i smugami, o rozmiarze 34,8–34,9 × 24,2–24,7 mm (n = 2) i masie 10,7 g. Pisklę koloru płowo-białego z czarnymi plamkami na górnych częściach ciała. Brak innych informacji.

## Status
W Czerwonej księdze gatunków zagrożonych Międzynarodowej Unii Ochrony Przyrody został zaliczony do kategorii LC (ang. Least Concern – najmniejszej troski). Liczebność populacji szacowano w 2024 roku na 4000–7000 dorosłych osobników. Trend liczebności nie jest znany. Występuje dość powszechnie w południowej i środkowej części zasięgu swojego występowania, na przykład na południowym brzegu jeziora Titicaca.